# École Centrale de Lyon
L'École Centrale de Lyon, també anomenada ECL, és una de les Grandes Écoles d'enginyeria més importants de França. Actualment participa en un programa europeu d'intercanvi d'alumnes amb l'Escola Tècnica Superior d'Enginyeria Industrial de Barcelona.

## Situació
Està situada a Écully, a l'oest de la ciutat de Lió, a la regió d'Alvèrnia-Roine-Alps en França.

## Història
Va ser fundada l'any 1857 gràcies a la iniciativa privada de Désiré Girardon, el qual va ser el seu primer Director. La idea inicial era d'educar enginyers experts en diferents matèries per la indústria emergent. La institució va ser cedida a l'Estat Francès el 1857 pel seu creador, Désiré Girardon. Inicialment estava situada al centre de la ciutat de Lió, però anys més tard va canviar la seva ubicació per Écully, on es troba actualment.

## Els EstudisCentraliens
El programa del conjunt d'Escoles Central és el programa principal de l'Escola. Aquest programa és bastant diferent dels típics programes d'estudis oferts per escoles i universitats.
La particularitat roman en què es pretén que els estudiants tinguin coneixements en tots els camps de l'enginyeria, camps tan diversos de l'enginyeria com poden ser: mecànica, aeronàutica, enginyeria elèctrica, física, química, materials, biotecnologia, mecànica dels fluids, matemàtiques, enginyeria civil, telecomunicacions i informàtica.

### Admissió
La majoria dels estudiants francesos són admesos després de dos o tres anys de classes preparatòries. Aquests dos anys equivalen als dos primers anys d'estudis universitaris, en els quals s'estudia a fons sobretot Matemàtiques i Física.
A més a més, un nombre important d'estudiants prové de les millors universitats internacionals que pertanyén a la xarxa TIME (Top Industrial Managers for Europe).

## Relacions nacionals i internacionals
LÉcole Centrale de Lyon pertany al grup francès d'Écoles Centrales, juntament amb l'École Centrale de Lille, l'École Centrale de Marseille, l'École centrale de Nantes, l'École Centrale de Paris i l'École Centrale de Pékin. També, lÉcole Centrale de Lyon pertany al grup francès France AEROTECH, juntament amb l'École nationale de l'aviation civile, l'École centrale de Nantes, Arts et Métiers ParisTech i l'ENSEIRB-MATMECA.
Des del 1857, l'escola té relacions importants amb altres escoles internacionals. Estudiants de tot el món venen per estudiar diversos anys al campus de l'escola. Els estudiants de l'École Centrale també poden obtenir un "doble diploma" en alguna de les escoles amb les que existeix un programa d'intercanvi.